# Borgstede
Borgstede ist ein Ortsteil der niedersächsischen Stadt Varel im Landkreis Friesland mit einer Fläche von gut 1,5 Quadratkilometer.

## Lage
Borgstede liegt ca. drei Kilometer westlich der Stadt Varel am Jadebusen auf einer Höhe von ca. 5 m ü. NHN. Borgstede besitzt eine direkte Autobahnanbindung an die A 29 und ist sieben Kilometer von der Küste des Jadebusens entfernt. Der Ort wird im Südosten begrenzt durch die Nordender Leke und im Südwesten durch die Mühlenteichstraße. Die Autobahn bildet jetzt die östliche Begrenzung des Stadtteils von Varel.

## Geschichte

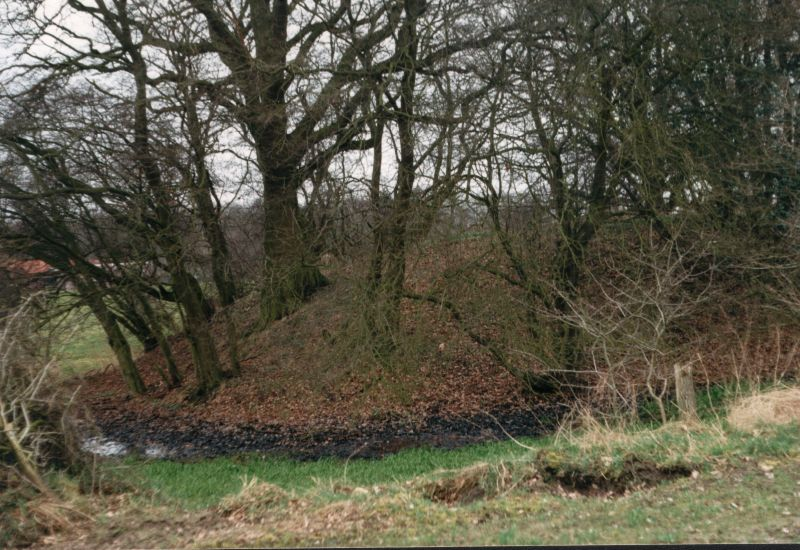
Die Motte Rahlingsburg

In Borgstede – die Silbe „Borg“ ist gleichzusetzen mit „Burg“ – gab es mindestens zwei Burgen. Eine befand sich in Rahling, das neben Seghorn bis ins 18. Jahrhundert hinein zu Borgstede gehörte. Die andere Burg ist die Rahlingsburg, die auch als Melseburg bezeichnet wird, aus dem 14./15. Jahrhundert. Sie ist neben der Motte beim Klosterhof Lindern die besterhaltene Hügelburg (Motte) des Kreises Friesland. Die Burg befand sich südlich der heutigen Porzellanfabrik. An der Oberfläche des zwei Meter hohen Burghügels findet man noch Reste von Backsteinen und Dachziegeln sowie Keramikscherben. Auf dem Hügel stand ein Steinhaus, das als Wohnburg der Häuptlingsfamilie diente und den umwohnenden Bauern bei Überfällen fremder Truppen Schutz gewährte.
Die Schallenburg befand sich in Winkelsheide, das seinerzeit auch zu Borgstede gehörte, und zwar an der Wilhelmshavener Straße zwischen dem Großen Winkelsheidermoorweg und dem Gewerbegebiet. Die ursprünglich ca. 80 × 80 m große Anlage ist auf der Oldenburgischen Vogteikarte des 18. Jahrhunderts noch als quadratischer Burgplatz mit umgebendem Wassergaben eingezeichnet. Der Graben ist heute zugeschüttet, der Hügel noch zu erkennen.
1428 wird Borchstede bzw. Borgstede erstmals erwähnt. Der Graf von Oldenburg besaß dort zwei Hofstellen und 20 Jück Land. Davor hatte der Vareler Häuptling Hayo diese Hofstellen besessen.
Das Gebäuderegister von 1764 führt 16 Hausleute und 34 Häuslinge auf. Aus den Registern geht hervor, dass es neben der bäuerlichen Oberschicht der Hausleute etliche Köter gab. Die Zahl der Kötereien, der kleinen Hofstellen, nahm seit dem Mittelalter immer mehr zu. Die Köter rodeten Nutzland in der gemeinsamen Mark (Allmende), was häufig zu Auseinandersetzungen mit den Hausleuten führte, die ihre Nutzungsrechte durch die Neusiedler eingeschränkt sahen. Die Häuslinge bildeten die eigentliche Unterschicht. Sie fanden ihren Lebensunterhalt im landwirtschaftlichen Tagelohn, durch sommerliche Saisonarbeit in den Niederlanden (Hollandgängerei) oder außerhalb der Landwirtschaft.
Der Kern des damaligen Dorfes lag nach früheren Aufzeichnungen „achter de gast“, also südlich der Roggen- und Korngast. Das Ackerland ist durch langstreifige Parzellenaufteilung geprägt. Borgstede gehört zu den Altsiedlungen der Geest wie Bockhorn, Steinhausen und Jeringhave. Das Ackerland mit den Höfen befindet sich auf einer Anhöhe, die Wiesen liegen in den anschließenden Niederungen der Leke und im Nordwesten in Richtung Jeringhaver Bäke.

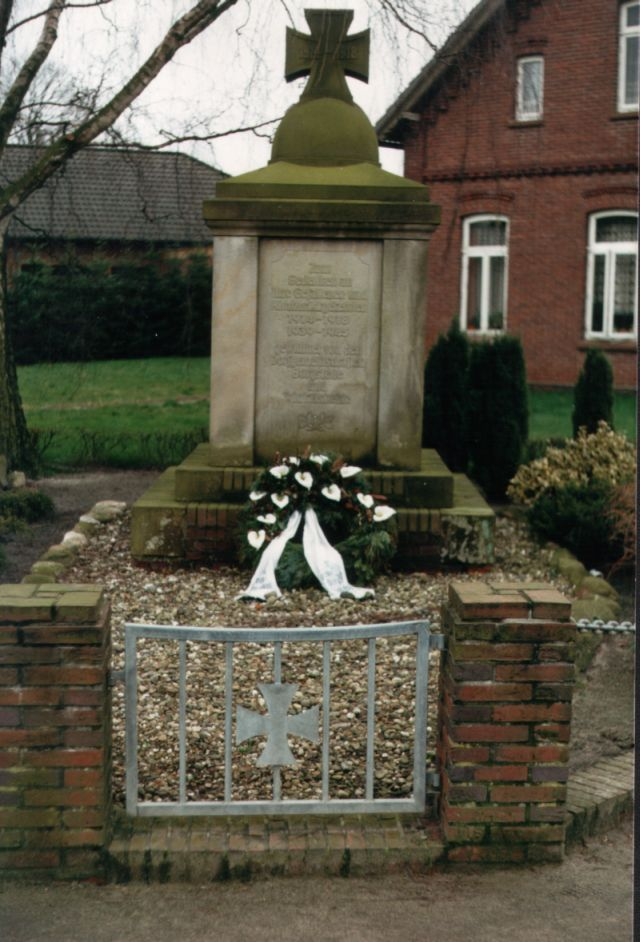
Ehrenmal Borgstede

Seit Ende des 19. Jahrhunderts verfügte Borgstede über eine Postagentur, die um 1970 im Zuge einer Rationalisierungsmaßnahme aufgelöst wurde. Um 1890 zählten zur Bauerschaft Borgstede auch die Ortschaften Winkelsheide und Winkelsheidermoor sowie „einzelne Häuser“ in Doodshörne, Höntebarg, Langendamm und Am Herrenkamp, aber auch das Torhegenhaus. Heute ist Borgstede ein Ortsteil der Stadt Varel und in seiner räumlichen Ausdehnung wesentlich kleiner. Die Autobahn bildet nun die östliche Begrenzung des Dorfes. Da 1972 die Gemeinde Varel-Land im Zuge der Gebietsreform aufgelöst wurde, sind ihre Dörfer Bestandteile der Stadt Varel geworden.
Infolge Flucht und Vertreibung aus den deutschen Ostgebieten stieg die Bevölkerungszahl nach dem Zweiten Weltkrieg kurzfristig stark an. 1950 lebten hier 784 Menschen in Privathäusern und Baracken, z. B. zwischen der heutigen Ziegelstraße Nr. 2 und Nr. 10. Die Einwohnerzahl ist mittlerweile auf etwa 300 Personen zurückgegangen, weil für Borgstede keine Bebauungsgebiete ausgewiesen wurden.
Für die Gefallenen und Vermissten des Ersten Weltkrieges wurde 1922 das Ehrenmal an der Bockhorner Straße errichtet. In den 1960er und 1970er Jahren haben die Einwohner der Dörfer Borgstede und Winkelsheide mit Spenden dafür gesorgt, dass eine zusätzliche Tafel angebracht wurde. Am Volkstrauertag legt die Feuerwehr zusammen mit der Dorfgemeinschaft einen Kranz nieder und stellt die Ehrenwache.
Der Ort war bis zum 30. Juni 1972 Teil der Gemeinde Varel-Land.

## Schule

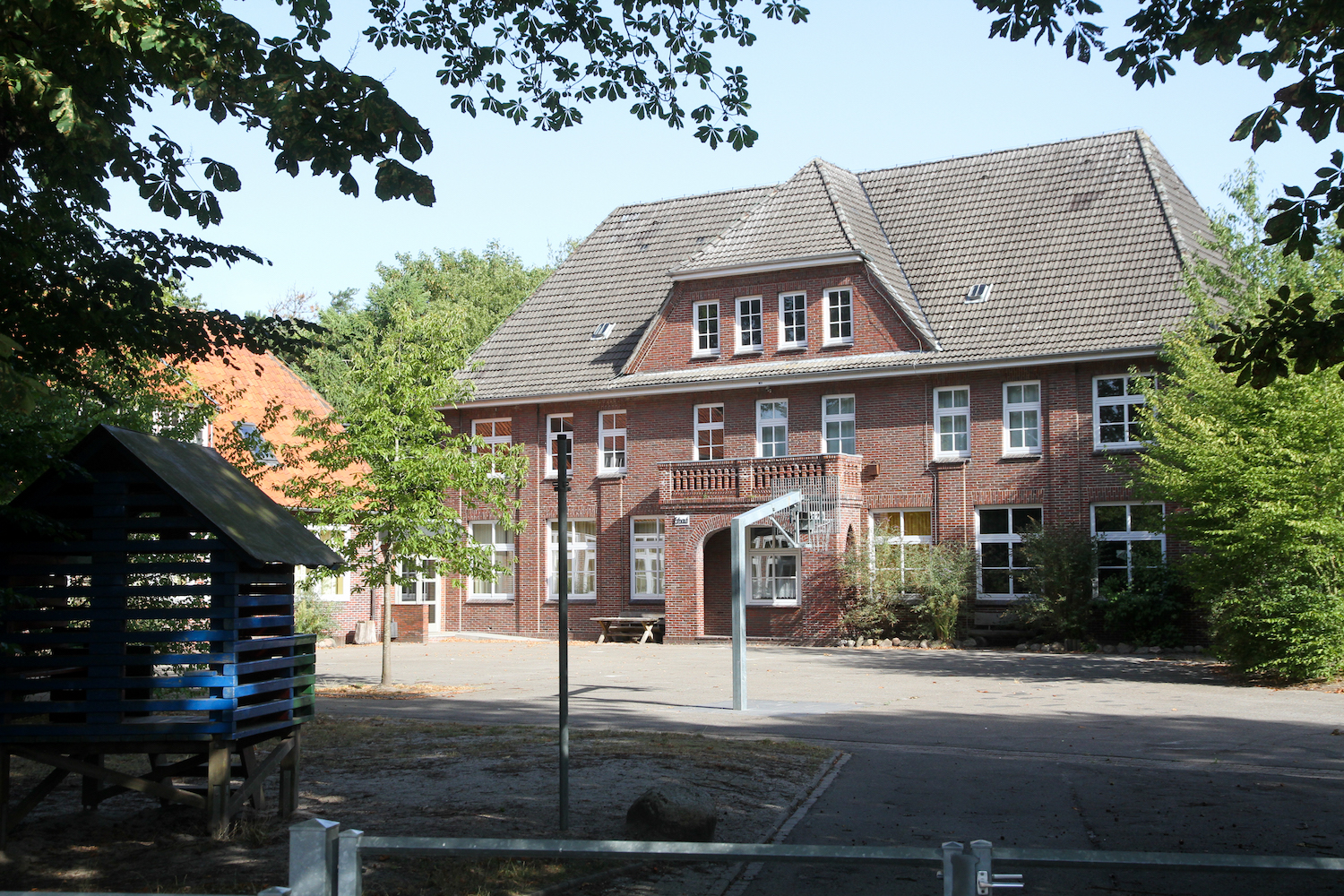
Das Schulgebäude in Borgstede

Der erste Schulmeister in Borgstede war Dirck Bruns (1675–1724). Zur Schulacht Borgstede, bestehend aus den Dörfern Borgstede und Winkelsheide, gehörten ein Stück Garten- und Ackerland hinter der Schule sowie eine Weide auf der Korngast.
1847 gingen 93 Mädchen und Jungen in die Borgsteder Schule. Die 1845 erbaute Schule hatte nur einen Klassenraum. Als im Jahre 1864 die Zahl der schulpflichtigen Kinder auf 150 stieg, wurde eine zweite Klasse angebaut und ein Nebenlehrer eingestellt.
Die Schulachten wurden durch die Gemeindeordnung von 1910 aufgehoben, das Schulwesen den politischen Gemeinden unterstellt. Die Borgsteder Schule brannte 1916 ab. Bis zum Schulneubau im Jahre 1919 diente eine zweiräumige Baracke als Notbehelf.
Die beiden Klassen der neuen Schule reichten nach dem Zweiten Weltkrieg nicht aus. Mit den durch Flucht und Vertreibung neuangesiedelten Familien stieg die Zahl der schulpflichtigen Kinder 1949 auf 260. Im Jahr 1950 konnte der Erweiterungsbau bezogen werden, sodass nunmehr vier Klassenräume zur Verfügung standen. In jeder Klasse waren zwei Jahrgänge untergebracht. Wegen stark rückläufiger Schülerzahlen sollte 1975 die Schule geschlossen werden. Aufgrund des Elternprotestes konnte dies aber verhindert werden, sodass die ehemalige Volksschule zunächst als Grundschule weitergeführt werden konnte. 2014 erfolgte wegen fehlender Schüler die endgültige Schließung. Das Schulgebäude wurde an das Vareler Waisenstift verkauft. Dort werden nun Schüler der Primarstufe der Von-Aldenburg-Schule, einer Förderschule, unterrichtet.
Die Fortbildungsschule (Berufsschule) wurde 1903 in Büppel und Neuenwege errichtet und 1910 in Borgstede zusammengelegt. Sie war in einer Baracke hinter dem Schulgebäude untergebracht. Bis zur Schließung im Jahre 1938 wurden dort Handwerkslehrlinge unterrichtet.

## Eisenbahn
Der Bahnhof steht an der Strecke Varel-Bockhorn-Neuenburg, die man in den 1890er Jahren gebaut hatte. 1867 wurde die Eisenbahn Oldenburg-Varel-Wilhelmshaven dem Verkehr übergeben. Erst 1891 beschloss der Landtag den Ausbau des oldenburgischen Eisenbahnnetzes durch zahlreiche Nebenbahnen. Am 1. Januar 1893 wurde die Strecke Varel-Borgstede-Bramloge, am 1. Dezember 1893 die Verbindung Borgstede-Bockhorn eröffnet. Von der Nebenstrecke nach Bramloge zweigte vor der Station Mühlenteich ein Gleis ab in Richtung Forsthaus. Die Verbindung mit dem Flugplatz Friedrichsfeld bestand jedoch nur während des Zweiten Weltkrieges. Die Trasse ist noch heute im Seghorner Forst gut zu erkennen.
1975 wurde der Bahnhof Borgstede stillgelegt. Bis 1992 wurden auf den Vareler Nebenbahnen noch Güter transportiert. Obwohl sich der Bund für Umwelt und Naturschutz BUND sowie die hiesige Ziegeleiindustrie für den Erhalt dieser Bahnen einsetzten, erfolgte ab 1992 nach und nach der Streckenabbau.
Erwähnenswert ist außerdem, dass 1932 der Dangaster Kunstmaler Franz Radziwill  das Bild „Die Bahnlinie von Borgstede nach Varel“ gemalt hat, das sich im Stadtmuseum Oldenburg befindet.

## Gemeindevorsteher Diedrich Wilken

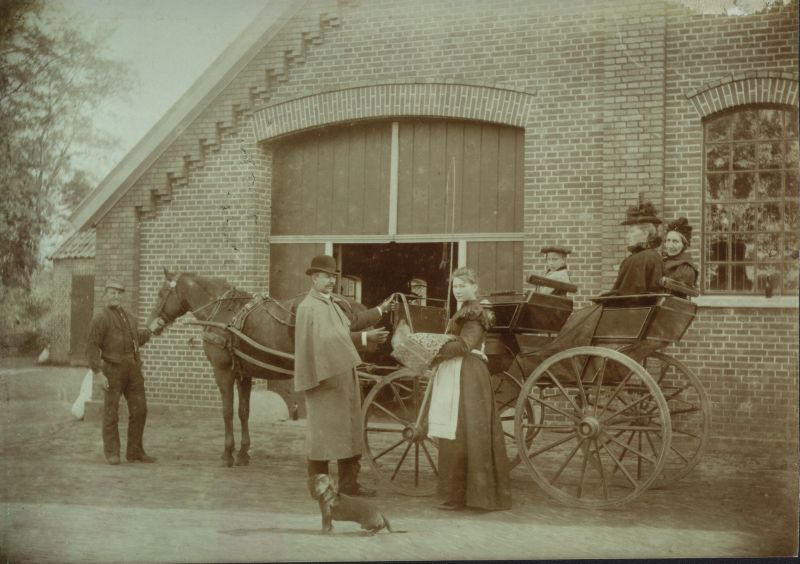
Diedrich Wilken im Kreise seiner Familie und Bediensteten (1895)

Von 1885 bis 1931 war Diedrich Wilken (1856–1931) Gemeindevorsteher der Landgemeinde Varel. Er übernahm das Amt des Gemeindevorstehers von seinem Schwiegervater Carl Wilhelm Hayessen, der die Landgemeinde seit ihrer Gründung am 1. Mai 1856 geleitet hatte. Im Jahre 1935 erfolgte die Umbenennung in Gemeinde Varel-Land. Die vorgeschlagene Bezeichnung „Waplingen“ war verworfen worden. Der erste Gemeinderat im Jahre 1856 zählte 18 Mitglieder. 1885 wurde der Sitz der Gemeindeverwaltung von Obenstrohe nach Borgstede verlegt. Das Gemeindebüro mit Standesamt – seit 1875 gab es ein Standesamt in der Gemeinde – befand sich zuerst in dem Haus Korngast 4, später in dem 1888 errichteten Gebäude Korngast 6.
Der Wilkensche Hof wurde 1555 mit Mette Wilken erstmals urkundlich erwähnt. Von 1890 bis 1911 war Diedrich Wilken Mitglied des Landtages zu Oldenburg. In dieser Zeit wirkte er  beim Zustandekommen des Oldenburger Pferdezuchtgesetzes von 1897 mit. aufgrund seiner Verdienste dabei verlieh ihm der Großherzog den Titel Ökonomierat. Auf  Diedrich Wilkens Betreiben hin entstand nach dem Ersten Weltkrieg in Altjührden-West – hauptsächlich für Kriegsheimkehrer – eine Siedlung, die als Wilkenhausen nach ihm benannt wurde.

## Unternehmen

### Ziegeleien

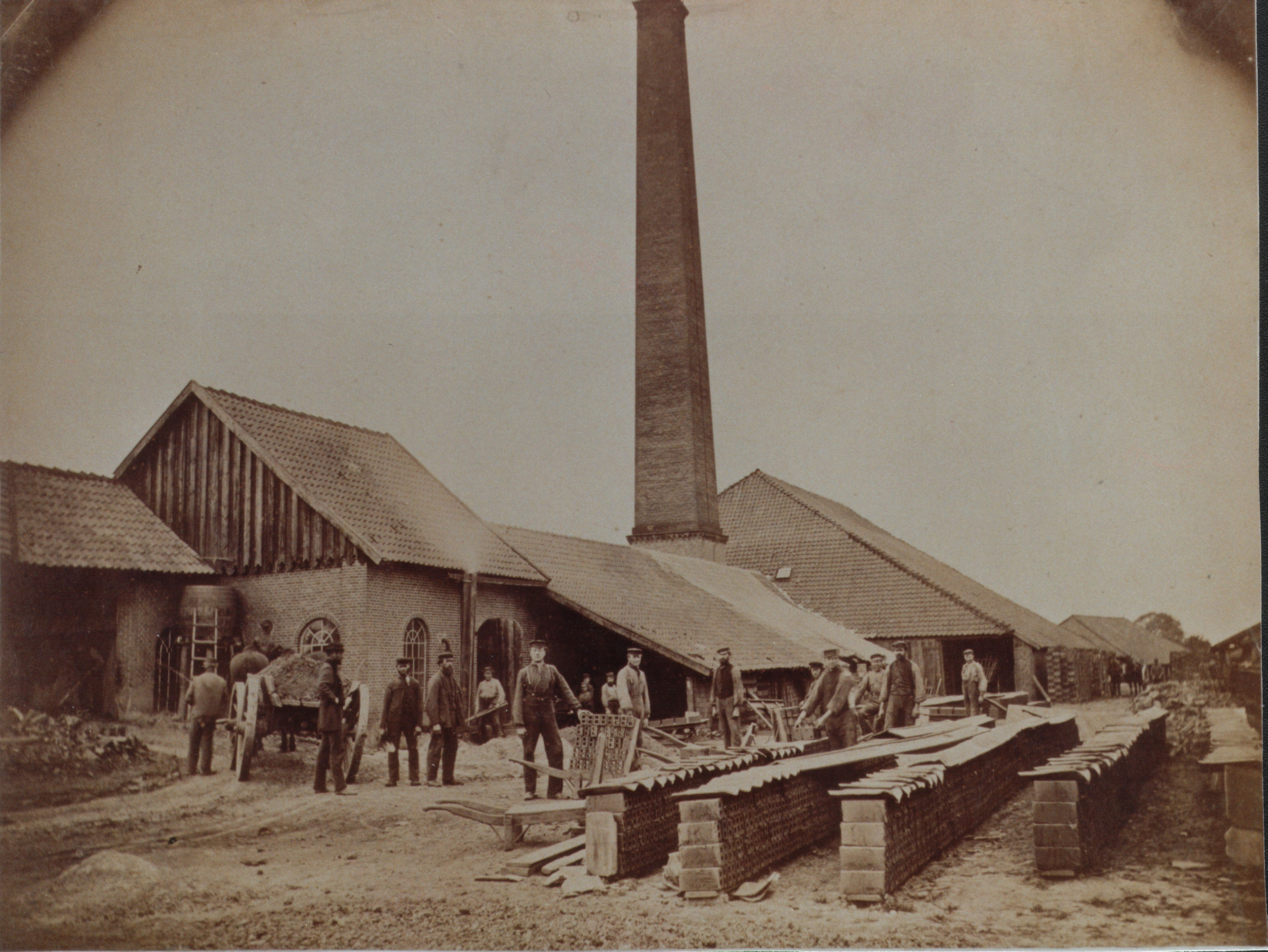
Ziegelei Schwarting Nr. 1 (1890)

1839/1840 errichtete Johann Rencke Kronsweyde eine Ziegelei mit Ringofen. Diese Ziegelei, die später von Johann Schwarting gekauft und dann als Werk 2 bezeichnet wurde, existiert heute nicht mehr.
Die zweite Ziegelei entstand 1869 auf der Korngast. Als 1906 Johann Schwarting starb, übernahm sein Sohn Carl die beiden Ziegeleien. Karl Günter Schwarting hat seit 1945 das Erbe verwaltet, ausgebaut und Ende 1984 die Leitung der Fabrik seiner Tochter Hilke übertragen.
Das Werk 2 wurde 1963 stillgelegt, als für die zwei Ringöfen der beiden Ziegeleien ein Tunnelofen auf Werk 1 gebaut wurde. Die Öfen werden nicht mehr mit Torf, sondern mit Erdgas beheizt. In den Sommermonaten arbeiteten lippische Saisonarbeiter auf den Ziegeleien.
Bis etwa 1950 kam der Lehm aus Nachbardörfern, aus dem Staatsforst, danach aus entfernter gelegenen Dörfern und weiterhin aus dem Staatsforst. Ursprünglich wurde der Lehm mit Pferdewagen transportiert, seit etwa 1890 bis Mitte der 1950er Jahre mit der Feldbahn und heute mit Lastkraftwagen. Der Lehmberg nördlich der Bockhorner Straße wurde seinerzeit angelegt, weil das Abbaurecht in Hansens Busch auf 50 Jahre bis 1975 begrenzt war.
Wegen der stark nachlassenden Nachfrage im Bausektor war Schwarting gezwungen, das Unternehmen zu verkaufen. Kurzfristig war von 2008 bis zur Schließung Ende 2009 die Wienerberger Ziegelindustrie GmbH aus Hannover Eigentümerin des Werkes. Die Produktion der Bockhorner Klinker wurde unter anderem nach Kirchkimmen bei Hude verlagert. Heute gibt es  keine Ziegelei mehr in Borgstede.

### Genossenschaften
1912 wurden die Landwirtschaftliche Bezugsgenossenschaft eGmbH Borgstede (LBG) sowie die Spar- und Darlehnskasse eGmbH Borgstede gegründet. 1934 verlegte die Spar- und Darlehnskasse ihren Sitz nach Varel. Heute trägt sie den Namen Raiffeisen-Volksbank Varel-Nordenham eG.
Eine Reihe von Genossenschaften wurden im Laufe der Zeit als Geschäftsstellen übernommen, und zwar 1929 die schon seit 1881 bestehende Landwirtschaftliche Bezugsgenossenschaft Bockhorn mit der Geschäftsstelle Steinhausen, 1934 die Genossenschaft Obenstrohe, 1938 die Genossenschaft Hohenberge und 1950 die Genossenschaft Neuenwege. 1953 wurde eine weitere Geschäftsstelle in Ellenserdamm eingerichtet. Inzwischen sind aufgrund von Rationalisierungsmaßnahmen diese Geschäftsstellen aufgegeben worden.
Die heutige LBG befindet sich im Gebäude Bockhorner Straße 12. 1971/72 wurde das alte Wohn- und Geschäftshaus Bockhorner Straße 25 verkauft und ein neues Büro auf der gegenüberliegenden Seite errichtet; eine Lagerhalle sowie eine Trocknungs- und Umschlaganlage kamen 1977/78 hinzu. 1970 wurde die Warenabteilung der Spar- und Darlehnskasse Seghorn mit der LBG verschmolzen. Fusionen erfolgten mit den Raiffeisen-Warengenossenschaften RWG Zetel einschließlich der Zweigstelle Sande im Jahre 1982 und RWG Horsten im Jahre 1987, sodass das Unternehmen damals die Firmenbezeichnung Landwirtschaftliche Bezugsgenossenschaft Borgstede-Zetel-Horsten eG trug.
1999 erfolgte der Zusammenschluss zwischen der LBG Borgstede-Zetel-Horsten eG und der RWG Spohle. Seitdem trägt das Unternehmen die Firmenbezeichnung Raiffeisen-Warengenossenschaft Ammerland-Friesland eG. In den letzten Jahren gingen die Umsätze im traditionellen Landhandelsgeschäft zurück. Es wurden jedoch seitdem neue Geschäftsfelder erschlossen. So kann man heute bei der Genossenschaft rund um die Uhr tanken und im Baustoffhandel sowie im Haus- und Garten-Markt ein umfangreiches Angebot in Anspruch nehmen.
Die Viehverwertungsgenossenschaft Varel eGmbH (VV) wurde 1924 in Varel gegründet. Bis 1961 erfolgte die geschäftliche Abwicklung im Hause der LBG Borgstede. Das Gebäude Bockhorner Straße 25 beherbergte in den Anfangsjahren die LBG, die Spar- und Darlehnskasse sowie die Viehverwertungsgenossenschaft. Der verkehrsgünstigen Lage wegen wurde Borgstede als Geschäftssitz der VV beibehalten. Sie bezog im Jahre 1961 zwischen der B 437 und der Bahnlinie einen Neubau.
1976 erfolgte für einige Jahre eine Trennung in der geschäftlichen Abwicklung, und zwar in Viehverwertungsgenossenschaft (VV) sowie Vieh- und Fleisch-Vermarktung (VFV). Die Firma übernahm 1979 den Schlachthof in Wilhelmshaven, der 1989 wieder verkauft wurde. Der zwischenzeitlich angegliederte Frischfleischmarkt in Bockhorn (ehemalige Molkerei) und der Nutzviehhof in Jever wurden auch wieder aufgegeben. Im Jahre 1983 wurde die getrennte Vermarktung von Nutz- und Schlachtvieh aufgehoben und die ehemalige Viehverwertung unter der Firmenbezeichnung Vieh- und Fleisch-Vermarktung (VFV) Varel eG weitergeführt. Danach erfolgte ein nicht aufzuhaltender geschäftlicher Niedergang. 1995 musste das Unternehmen wegen Zahlungsunfähigkeit den Geschäftsbetrieb einstellen.

## Dorfgemeinschaft, Landvolkverein und Feuerwehr
In den beiden Dörfern Borgstede und Winkelsheide bestehen ein Bürgerverein mit dem Namen Dorfgemeinschaft Winkelsheide-Borgstede e. V., ein Landvolkverein und die Freiwillige Feuerwehr.
Der im Jahre 1950 gegründete Familienverein löste sich 1999 auf. Ein Teil der Mitglieder trat daraufhin der 1999 gegründeten Dorfgemeinschaft e. V. bei. Der Bürgerverein vertritt die Interessen der beiden Dörfer nach außen und kümmert sich um die Dorfverschönerung, die Kinderspielplätze und die Verkehrssituation in den beiden Dörfern.
Der schon seit 1963 stattfindende Bummellaternenumzug und die Gedenkfeier am Volkstrauertag werden unter Mitwirkung der Freiwilligen Feuerwehr durchgeführt. Das alljährlich stattfindende große Osterfeuer wird von der Dorfgemeinschaft organisiert.
Vom „Höfesterben“ sind auch Borgstede und Winkelsheide betroffen. Der Landvolkverein hat nur noch wenige Mitglieder, die einen Hof bewirtschaften. Traditionell werden vom Landvolkverein, zusammen mit den Landvolkvereinen der Nachbarorte, Erntekronen gebunden. Eine davon wird beim Erntedankgottesdienst in der Schlosskirche Varel aufgehängt. Eine weitere Erntekrone im Rathaus soll die Zusammengehörigkeit zwischen Stadt- und Landbevölkerung symbolisieren.

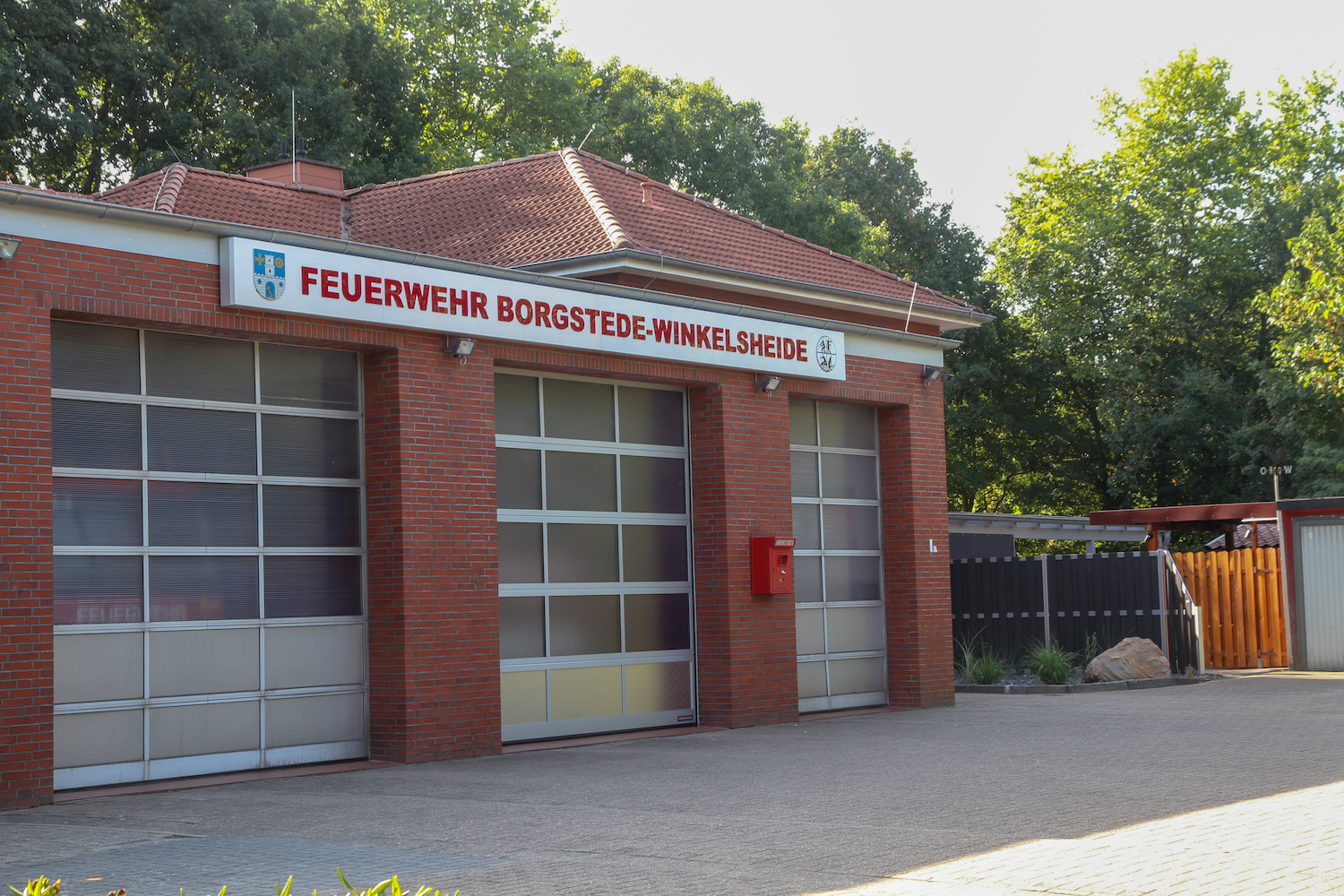
Feuerwehrhaus in Borgstede

1908 wurde die „Freiwillige Feuerwehr Borgstede-Jeringhave“ gegründet. Nach vielen Namensänderungen heißt sie seit 1974 „Freiwillige Feuerwehr Borgstede-Winkelsheide“.
1908 wurde in Winkelsheide das Spritzenhaus fertiggestellt und als Ergänzung zur bereits vorhandenen Handdruckspritze ein Wagen mit Wasserkessel angeschafft, 1922 das Spritzenhaus um einen Holzturm für die Schlauchtrocknung ergänzt und 1933 eine Motorspritze erworben. Aus dem Spritzenhaus wurde durch einen Umbau ein Feuerwehrhaus mit Flachdach (1974–1980). Seit 1980 steht das Feuerwehrhaus auf dem Gelände der ehemaligen Schulacht an der Ziegelstraße in Borgstede. Heute sorgt die Freiwillige Feuerwehr Borgstede-Winkelsheide mit zwei weiteren örtlichen Feuerwehren für den Brandschutz und die allgemeine Hilfe in der Stadt Varel. Sie hat den Status einer Stützpunktfeuerwehr.